# زمین‌لرزه ۱۳۹۶ کوهبنان
زمین‌لرزه ۱۳۹۶ کوهبنان با شدت ۵٫۲ در مقیاس ریشتر در ساعت ۲۰ و ۳۴ دقیقه عصر پنج‌شنبه ۳۰ آذر به وقت محلی شهرستان کوهبنان در شمال استان کرمان را لرزاند. کانون این زمین لرزه در طول جغرافیایی ۵۶٫۲۸ عرض جغرافیایی ۳۱٫۳۸۱ و در عمق ۱۰ کیلومتری زمین بود.

## کانون زمین‌لرزه و مشخصات
- تاریخ (به وقت محلی): پنج‌شنبه ۳۰ آذر ۱۳۹۶
- ساعت (به وقت محلی): ساعت ۲۰:۳۴:۴۴
- شدت: ۵٫۲ ریشتر
- طول جغرافیایی: ۵۶٫۲۸
- عرض جغرافیایی: ۳۱٫۳۸۱
- عمق زمین‌لرزه: ۱۰ کیلومتری زمین
- کانون زمین لرزه: ۳ کیلومتری کوهبنان و ۲۷ کیلومتری کیان‌شهر[۳]

## پس‌لرزه‌ها
تاکنون ۲۹ پس‌لرزه بوده که پس‌لرزه‌های اول آن به قدرت ۳٫۷ و ۳٫۱ ریشتر در منطقه کوهبنان و پس‌لرزهٔ دیگری با قدرت ۳٫۴ ریشتر در منطقه هجدک کرمان به ثبت رسیده بود.

## پیامدها
اورژانس ایران گفت برخی از منازل مسکونی در شهر کوهبنان کرمان دچار ترک خوردگی و چند تیر برق نیز دچار شکستگی شده‌است.

## پیشینه
در دهم آذر ۱۳۹۶ نیز زمین لرزهٔ بزرگی به قدرت ۶٫۱ ریشتر منطقه هجدک در شهرستان راور واقع در ۵۰ کیلومتری کوهبان را تکان داده بود.